# 格里戈里·拉斯普京
格里戈里·葉菲莫维奇·拉斯普京（羅馬化：Grigoriy Yefimovich Rasputin，[ɡrʲɪˈɡorʲɪj jɪˈfʲiməvʲɪtɕ rɐˈsputʲɪn]；1869年1月21日 [儒略曆10日] —1916年12月30日 [儒略曆17日]），俄羅斯托博尔斯克省人，尼古拉二世時代的神秘主义者，被認為是東正教中的聖愚，在俄罗斯帝国末年有顯著的影響力。
拉斯普京因醜聞百出引起公憤，且他對沙皇的影響力過大，因此被費利克斯·尤蘇波夫亲王、德米特里·巴甫洛维奇大公、弗拉迪米爾·普里什克維奇議員等人給聯手暗殺身亡。

## 生平
拉斯普京于1869年1月21日出生於俄罗斯托博尔斯克省波克罗夫斯科耶的農家，父亲叶菲姆·维尔金早年好赌，后携家移居西伯利亚秋明地区的波克罗夫斯科耶村，并改姓“诺维赫”（意为“新人”），成为富农，后因妻子、长子、独女相继去世而家道中落。格里高利年輕時是個無賴还做过偷马贼，因此被同村人称为“拉斯普京”，意为“淫逸放荡”（распутин）。
於1886年，拉斯普丁移居到西伯利亞的阿巴拉克並遇見他的妻子。兩人後於1887年結婚育有七子，然而只有三個孩子活到成年。
拉斯普京在三十多岁的时候以散播预言和施展巫医为業。由于他预言出俄罗斯某地的三月干旱，以及醫療尼古拉二世叔父尼古拉大公的狗，因而名声大噪。1905年俄国发生革命后，他被黑色百人团成员发现并带到帝都聖彼得堡。
当时俄國沙皇为尼古拉二世，皇后亞歷山德拉笃信神秘主义喜好招待“神僧”、“圣童”并举行降灵仪式。由于阿列克谢皇太子患有血友病，所以一些皇族成员和沙皇宠臣在1906年举荐拉斯普京来为太子治病。拉斯普京擅长催眠术对皇储的病情有著稳定之效，自此深得皇后信任可以自由出入宫廷；他平时称与他年龄相若的沙皇尼古拉二世为“父親”，称皇后亚历山德拉为“母親”，称皇太子阿列克谢为“小娃娃”。拉斯普京掌握着对皇后的巨大影响力被誉为“圣人”，受到贵族妇女的崇拜，在圣彼得堡纵酒宣淫无法无天，甚至官员的任命都要先博得他的同意由其遊说皇后来得到批准。许多官吏和贵族因为得罪拉斯普京而被罢免，如外務大臣伊兹沃利斯基、俄罗斯东正教最高会议检察总长卢基扬诺夫等。
由于拉斯普京早年遊历时曾目睹伏尔加德意志人的富裕生活。凭借他江湖遊历的直觉，在1914年曾极力反对俄国与德意志帝国开战。但是他由于与德裔皇后的密切联系，他在第一次世界大战爆发后被公众指责为德国间谍、以及宫廷反动政治的中心人物。到1916年末，上层统治集团中已经出现许多反对皇后和拉斯普京的秘密集团，其中最著名的一个由费利克斯·尤苏波夫亲王领导。尤苏波夫对於拉斯普京对沙皇施加的影响深恶痛绝，决心通过暗杀拉斯普京来肃清其在宫廷中的势力來恢复沙皇的声誉。

## 暗杀

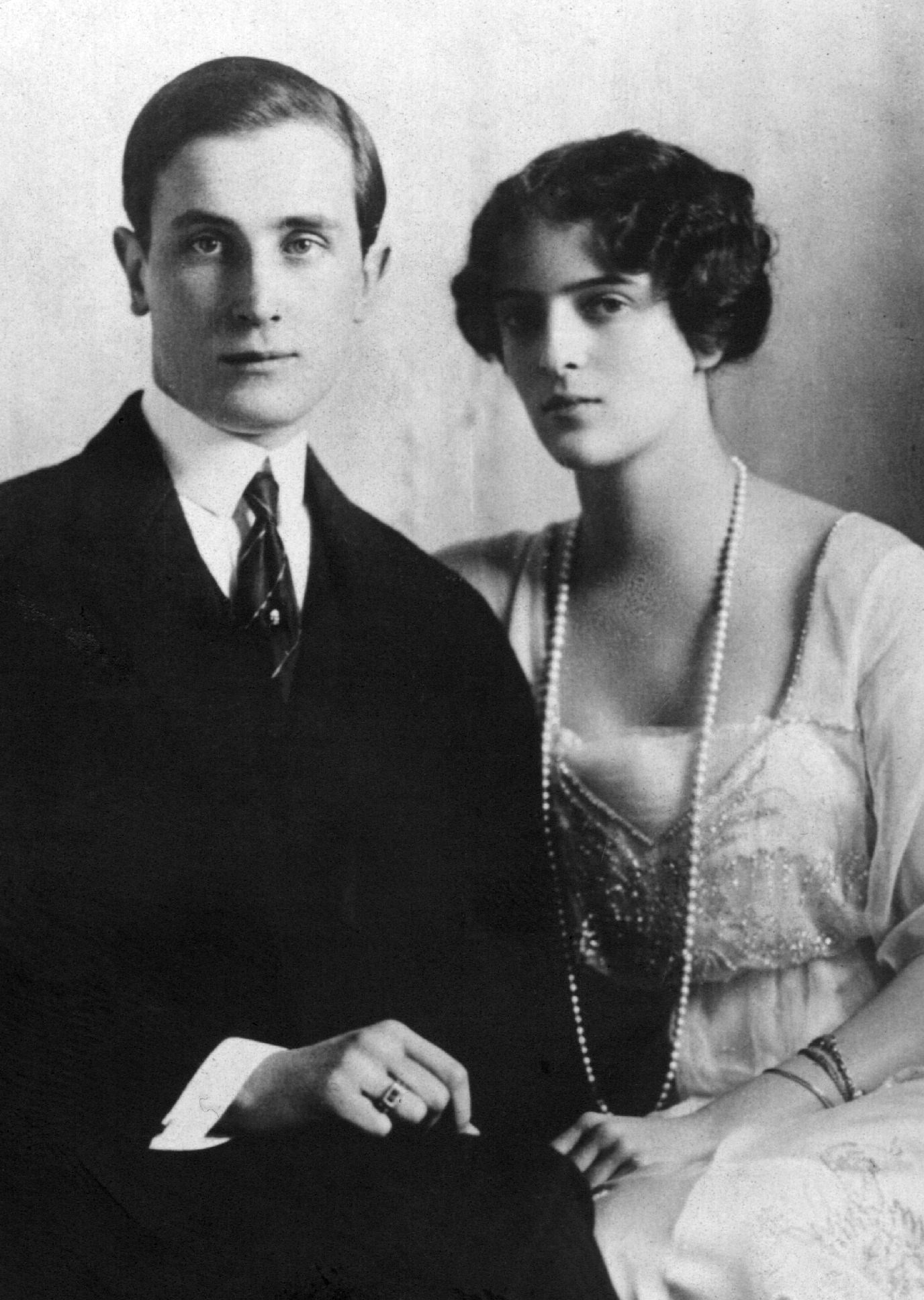
尤蘇波夫亲王與妻子伊琳娜公主

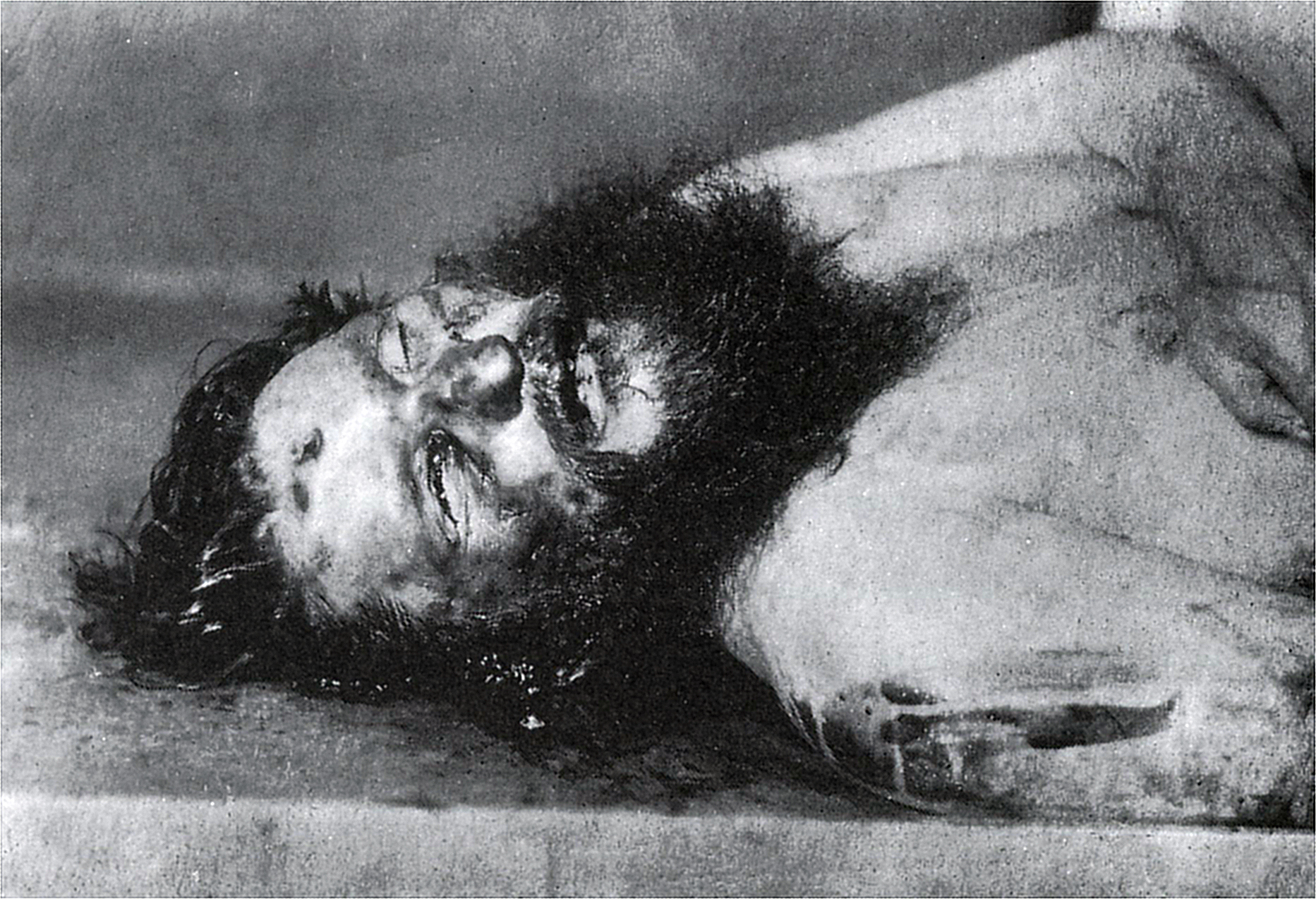
拉斯普京的遺體

1916年12月29日（俄曆12月16日），駙馬費利克斯·尤蘇波夫亲王、宗室成员狄密翠大公、帝國議會右翼议员弗拉基米尔·普里什克维奇、尤苏波夫的密友蘇霍金大尉和一名医生在彼得格勒的尤苏波夫宫设下陷阱。尤苏波夫以美貌的妻子伊琳娜公主作为诱饵將拉斯普京誘骗至尤蘇波夫宮。
暗杀拉斯普京的過程充满神秘色彩，甚至有很多細節可能是编造的。如下毒一事，一些仆人表示当时并未下毒。由于苏联建立后很多调查文档被毁或消失，而当事人尤蘇波夫和狄密翠的回忆又不是很可靠，所以当夜的真实细节很难查考。
按照某些人的说法，当时密谋者想毒害拉斯普京於是他們給他吃下摻有氰化鉀的蛋糕與喝一瓶摻有氰化鉀的馬德拉葡萄酒，這些毒药足以毒死五個人，但拉斯普京竟毫無反應。於是尤蘇波夫心焦難耐向拉斯普京開射一槍，起初眾人以為拉斯普京已經身亡正要處理時，拉斯普京突然甦醒過來扼住尤蘇波夫的喉嚨然後說「費利克斯，費利克斯！我明日就把你處於絞刑！」後掙脫眾人的壓制跑到庭院中。普里什克维奇连忙追出屋外向拉斯普京连開三槍，最後一槍正中其頭部。当人們將拉斯普京拖進屋內时目睹他再度甦醒過來，尤蘇波夫用啞鈴猛擊其太陽穴將他打得頭破血流，但拉斯普京仍未死去，再度被擊昏後被扔入莫伊卡河（涅瓦河支流）的一個冰洞中，拉斯普京於次日被發現時成為一具遺體。当时法醫表示拉斯普京是因溺水而溺斃，称拉斯普京在冰河中存活八分鐘之久。
有說法指出以上的敘述大多數是都市傳說。驗尸结果表明拉斯普京真正的死因是射入頭部的第三發子彈。
拉斯普京的遺體经过防腐处理后被运到皇村，亚历山德拉皇后在那为他修建地下墓穴并计划在墓穴上修建修道院。二月革命后拉斯普京的遺體被进驻皇村的士兵发现运到彼得格勒遊街示众然后被焚尸扬灰。事後尤苏波夫亲王和狄密翠大公因暗杀拉斯普京的罪名而被软禁與發配到外地，然而又使两人在十月革命時從布尔什维克對俄国皇室的肅清事件中生還。尤苏波夫在十月革命后返回彼得格勒时，出于对他暗杀拉斯普京的尊敬，布尔什维克政府甚至派紅軍士兵在其宫殿外站岗守卫。

### 英國介入的理論
有些作家認為，英國秘密情報局與拉斯普丁的死因有關。根據這個理論，英國探員擔心拉斯普丁會要求沙皇與德國人議和，導致德國將主力轉到西線的戰事。

## 评价
俄羅斯歷史学家对拉斯普京的评价以负面结论为多。苏联史学家认为他是“罪恶的沙皇政权”的代表。欧美的历史学家也大多认同这一评价。但是1990年代以后，在俄罗斯史学界出现了为拉斯普京正名的学者，他们试图引用沙皇密探对拉斯普京的一些监视报告来为其洗刷名誉，将其描绘为宗教圣人。

## 流行文化

### 歌曲
- Boney M.迪斯科歌曲：《拉斯普京》

### 相关影视作品
- 苏联1981年电影：《魔僧（俄语：Агония (фильм)）》（Агония）
- 日本名侦探柯南1999年剧场版：《名偵探柯南 世紀末的魔術師》
- 日本1996年動画：《爆笑吸血鬼》OVA
- 日本2005年動画：《BLOOD+》
- 日本2006年漫画：《吸血鬼同盟》
- 美國HBO1996年自製電影：《俄宮奸雄》（Rasputin: Dark Servant of Destiny）
- 美國二十世紀福斯1997年：《真假公主－安娜塔西亞》（Anastasia）
- 俄羅斯2016年實境秀：《通靈之戰第十七季》
- 美國漫畫：《地狱男爵》（Hellboy）
- 英美2021年電影：《金牌特務：金士曼起源》
- 英國影集：《黑鏡》第六季《惡魔79》（Demon 79）

### 相关舞台作品
- 日本 2017年 寶塚歌劇團宙組公演：「诸神的土地——罗曼诺夫们的黄昏」

### 电子游戏
- 英国2022年由Creative Assembly开发并由世嘉发行的回合制战略游戏和即时战术游戏《全面战争 战锤3》中以俄罗斯和东欧为原型的“基斯里夫”派系的传奇领主——康斯坦丁即以拉斯普京为原型创作
- 在手遊Fate/Grand Order第二部中為服侍異星神的三騎Alterego（言峰綺禮）之一。

## 拉斯普京相關軼闻
- 拉斯普京生前不喜欢清潔的行為，据他自称他如果有清潔的行為会令他的法術减弱乃至丧失。
- 拉斯普京生前以生活淫穢而出名，每天都臨幸眾多女子。他非常喜好收集与其發生過性關係的处女的頭髮。1977年列宁格勒市政府在拆除拉斯普京居住过的楼房时在花园裏发现许多装有女人頭髮的箱子。
- 据说拉斯普京生前在1916年12月的某天寫一封信給還在前线戰場的沙皇尼古拉二世，拉斯普京在信上寫著出他预言出自己將在1917年元月前會被杀害，並且警告沙皇說如果殺害他的人是民众，那麼沙皇一家可以存活几年；但是相反地殺害他的人是貴族就會使罗曼诺夫王朝在他死后的三个月之内走入毀滅。而沙皇一家将會在两年後被處決。尼古拉二世看到拉斯普京信上的內容后為此感到惊恐万分。當拉斯普京于1916年12月底被謀杀後，次年3月8日俄国发生“二月革命”，罗曼诺夫王朝灭亡象徵帝俄時代走入终结，而沙皇一家在1918年7月17日被布爾什維克軍隊（即後來的蘇聯共產黨）給槍決。
- 彼得格勒苏维埃（彼得格勒軍人與工人委員會）在焚毁拉斯普京的遺體时，有目击者声称敛放拉斯普京的遺體在放置他的棺材烧至熔化时还未被烧毁，并且从棺材裏中坐起来，眼睛也睁开。红军士兵不断地向拉斯普京的遺體上泼洒煤油花費十个小时后才将其烧为灰烬。许多贵族妇女化装来到此地拾拣拉斯普京的骨灰并将其作为圣物崇拜。
- 在俄罗斯圣彼得堡的“俄罗斯情色博物馆”中，展示着一具据称属于拉斯普京的阴茎标本。这根阴茎长约12英寸（约30厘米），由博物馆馆长于2004年以6600欧元从法国收藏家手中购得。然而，专家普遍认为，这个标本更可能是动物的阴茎。[10]

## 備注
1. ↑  又譯拉斯普丁、拉斯普欽或拉斯普廷

### 引用
1. ↑  Wilson 1964，第23–26頁.
2. ↑  Smith 2016，第14頁.
3. ↑  Smith, Douglas. . ISBN 978-0-374-71123-8.
4. ↑  Farquhar 2001，第197頁.
5. ↑  Moorehead 1958，第107–108頁.
6. ↑  M. Nelipa (2010), p. 2.
7. ↑  新華網.史上最「命硬」人物大排行--拉斯普廷  （页面存档备份，存于）
8. ↑  Fuhrmann, Joseph T.  illustrated. Hoboken, New Jersey: John Wiley & Sons, Inc. 2013. ISBN 978-1-118-17276-6.
9. ↑  Fuhrmann, Joseph T. . 2012. ISBN 978-1-118-23985-8.
10. ↑  .   [2025-06-12]. （原始内容存档于2024-05-30）.

### 书目
- Christopher, Peter; Kurth, Peter; Radzinsky, Edvard. . Little Brand Co. 1995. ISBN 0-316-50787-3.
- Cook, Andrew. . Tempus. 2005. ISBN 9780752434094.
- Farquhar, Michael. . Penguin Books. 2001. ISBN 978-0-14-028024-1.
- Ferro, Marc. . 由Pearce, Brian翻译. Oxford University Press. 1995. ISBN 978-0-19-509382-7.
- Figes, Orlando. . Penguin. 1998. ISBN 978-0140243642.
- Fuhrmann, Joseph T. . Wiley. 2012. ISBN 978-1-118-23985-8.
- Fuhrmann, Joseph T. . Praeger Frederick A. 1990. ISBN 978-0-275-93215-2.
- Mager, Hugo. . Carroll and Graf Publishers, Inc. 1998. ISBN 0-7867-0678-3.
- Massie, Robert K. . Dell Publishing Co. 1967. ISBN 0-394-58048-6.
- Massie, Robert K.  Modern Library. 2012 [1967]. ISBN 978-0-679-64561-0.
- Maylunas, Andrei; Mironenko, Sergei. . Doubleday. 1997. ISBN 0-385-48673-1.
- Miller, Karyn. . The Daily Telegraph. 19 September 2004. （原始内容存档于10 January 2022）.
- Moorehead, Alan. . New York: Harper & Brothers. 1958: 107–108. ISBN 978-0881843316.
- Norton-Taylor, Richard. . www.theguardian.com. 21 September 2010  [26 September 2016]. （原始内容存档于2021-04-19）.
- Radzinsky, Edvard. . Knopf Doubleday Publishing Group. 2010. ISBN 978-0-307-75466-0.
- Rollins, Patrick J. . Wieczynski, Joseph L.  (编).  30. Academic International Press. 1982.
- Shishkin, Oleg. . Moscow: Yauza. 2004.
- Shukman, Harold. . Shukman, Harold  (编). . Blackwell. 1994. ISBN 0631195254.
- Szasz, Thomas Stephen. . Transaction Publishers. 1993. ISBN 978-1-56000-065-5.
- Smith, Douglas. . Farrar, Straus and Giroux. 2016. ISBN 978-0-374-71123-8.
- Smith, Douglas. . Brenton, Tony  (编). . Oxford University Press. 2017: 62. ISBN 978-0190658939.
- Smith, Michael. . Biteback Publishing. 2011. ISBN 978-1-84954-264-7.
- Wilson, Colin. . Farrar, Straus. 1964.

## 外部連結
- 开放图书馆中格里戈里·拉斯普京的著作
- 互联网档案馆中格里戈里·拉斯普京的作品或与之相关的作品
- 有关格里戈里·拉斯普京在德国经济学中央图书馆（ZBW）20世纪新闻档案中的剪报。